# Picea torano
Picea torano, la pícea cola de tigre, es una especie de conífera en el género de las píceas (Picea). Es originaria de Japón.

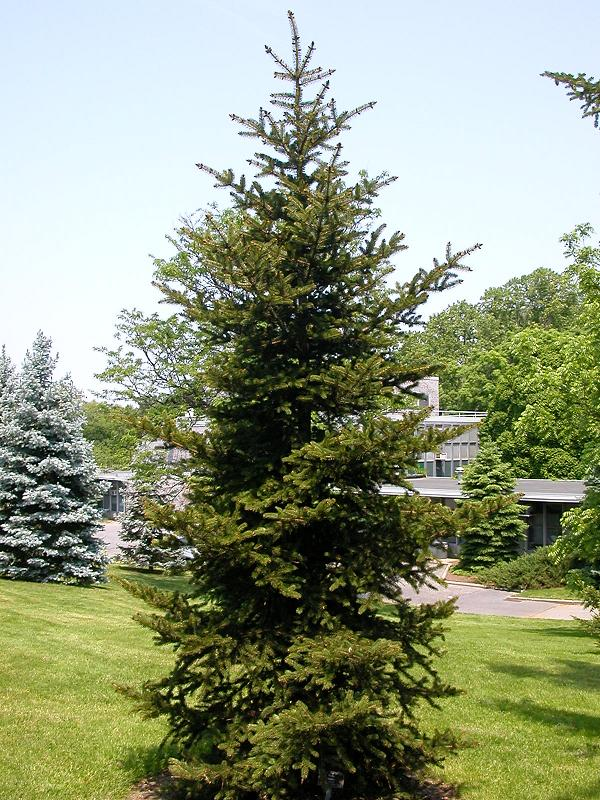
Vista del árbol

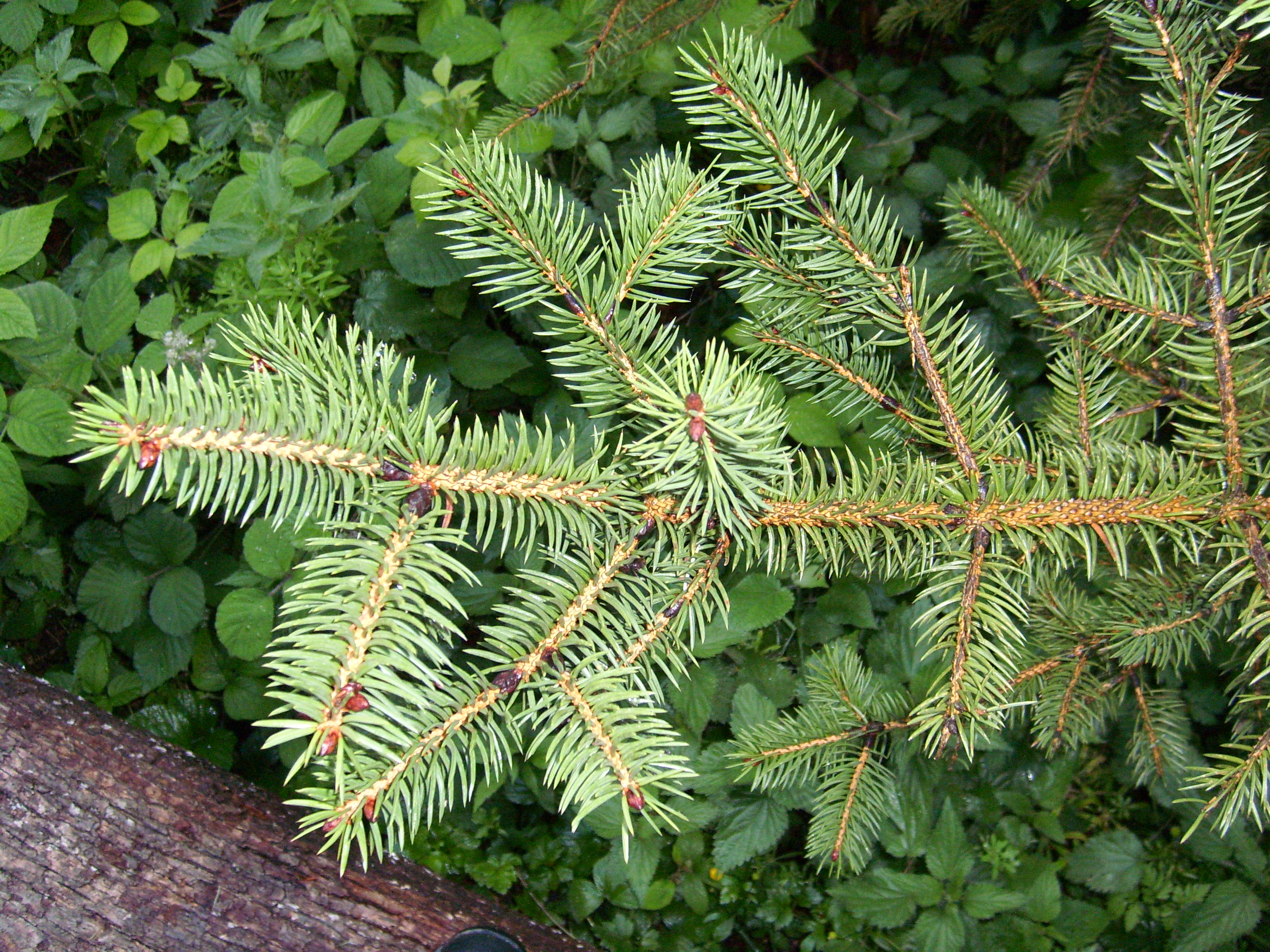
Detalle de las hojas

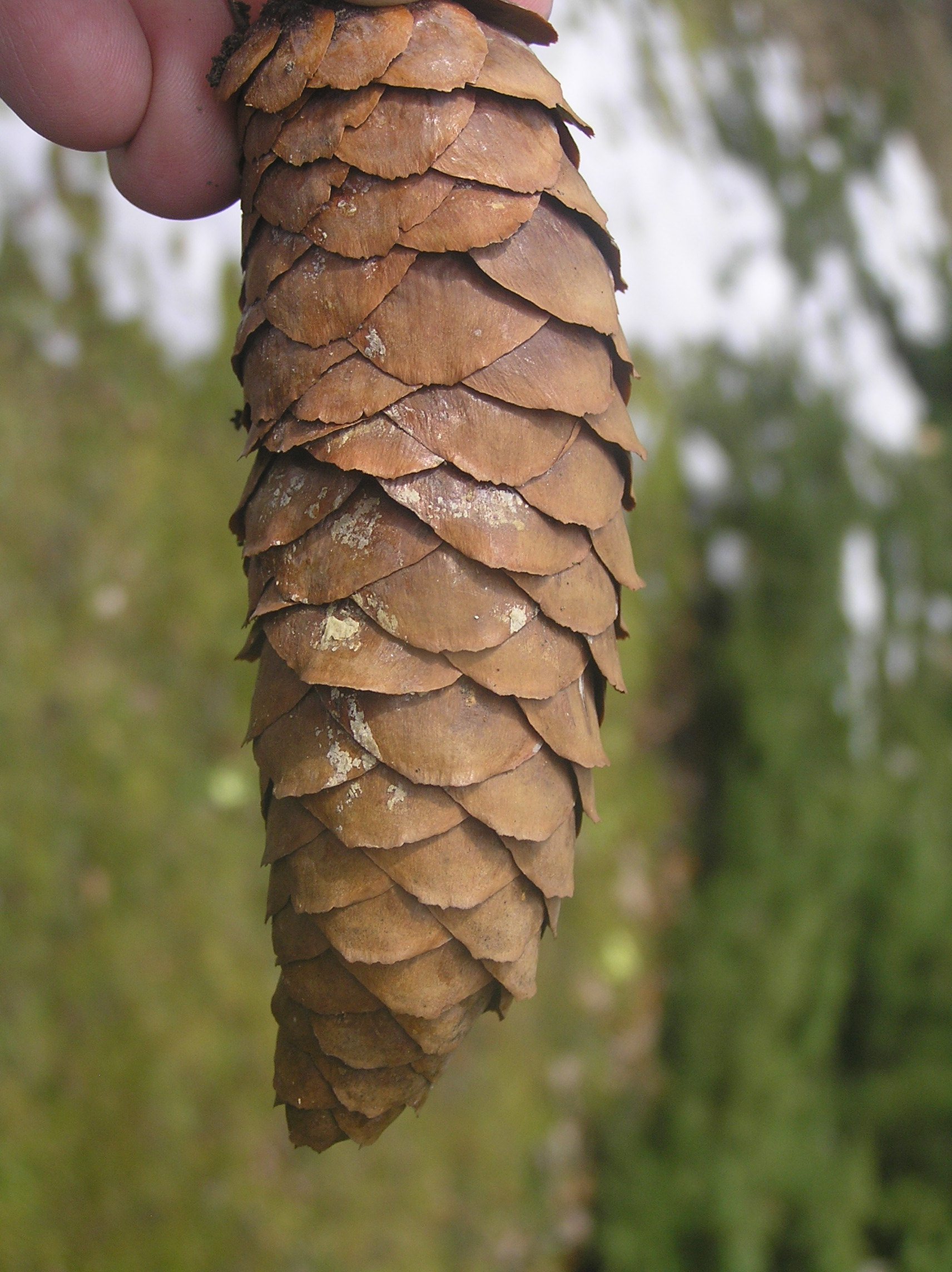
Cono

## Descripción
Es un árbol monoico de hoja perenne que alcanza un tamaño de 30 m de altura y 100 cm de diámetro. Tiene la corteza gris-marrón, profundamente agrietada y con escamas. Las ramitas, marrón, glabras, profundamente ranuradas. Hojas rígidas, duras, puntiagudas, lineales, cuadrangulares, en camellones, de 15-20 mm de largo, y 2,5 mm de diámetro, de color verde oscuro, con una banda de estomas en cada lado; dos canales de resina, marginal. Florece de mayo a junio. Conos de polen cilíndricos, de color rojo púrpura. Semilla de conos colgante, ovadas-oblongas, verdes  (en octubre) marrón, de 7-10 cm de largo, 4-4.5 cm de ancho.  Semillas negro-marrón, obovadas, de 6 mm de largo, 3 mm de ancho; alas marrón, o obovadas de 13 mm de largo, 7 mm de ancho.

## Distribución y hábitat
Se encuentra en Japón,  en las montañas a elevaciones de  600-1700 (-1850) metros en suelos volcánicos  donde es resistente  al frío entre -23,2 y -17,8 °C y clima húmedo marítimo, con una precipitación anual de más de 1 000 mm e inviernos fríos y nevados. Ocasionalmente forma masas puras pero más a menudo aparece en masas mixtas con especies como Abies homolepis, Larix kaempferi, Pinus densiflora, especies de Betula, Acer, Fagus, Quercus, Prunus, y Zelkova serrata.

## Taxonomía
Picea torano fue descrita por (Siebold  ex K.Koch) Koehne y publicado en Deutsche Dendrologie 22. 1893.
Etimología
Picea; nombre genérico que es tomado directamente del Latín pix = "brea", nombre clásico dado a un pino que producía esta sustancia
torano: epíteto derivado de su nombre vernáculo.
Sinonimia
- Abies torano
- Abies polita
- Picea polita (Siebold & Zucc.) Carrière
- Pinus polita
- Pinus torano[6]